# Тодор Хаджиєв
Тодор Хаджиєв — болгарський диригент, композитор і піаніст. Головний диригент Національної опери та засновник музичної освіти у місті Русе. Батько композитора і теоретика музики Парашкева Гаджиєва. Автор популярної оперети «Софіянці перед Бухарестом».

## Життєпис
Народився в сім'ї русенських музикантів-аматорів і змалку почав вивчати скрипку та фортепіано. У старшій школі співав у церковному та світському хорі, грав у шкільному оркестрі.
1896 Хаджиєв виїхав до Праги до Австро-Угорщини, де навчався в консерваторії у теоретиків музики та педагогів, таких як К. Кнітель, К. Стекер, Віскочіл. Закінчив Празьку консерваторію 1902. По поверненню до Русе, до Князівства Болгарія, Тодор почав працювати викладачем фортепіано та теорії музики, давав фортепіанні концерти, акомпонував болгарським та чужим виконавцям, складав музичні твори. Разом зі скрипалем Александром Йорґанджиєвим та диригентом Михаїлом Константиновим, Тодор Хаджиєв заснував і керував Першою музичною школою в Русе.
З 1904 працює у Софії. Спочатку він грав у гвардійському оркестрі, де служив в армії, а з 1905 по 1909 був диригентом Першого кавалерійського полку.
У 1909 Хаджиєв зайняв посаду диригента Болгарського оперного товариства. Сприяв поступовому формуванню оперного оркестру як повноцінного симфонічного ансамблю, а також підвищенню рівня виконавської майстерності ансамблю.
У період з 1923 по 1926 був диригентом гвардійського оркестру. Протягом наступних трьох років навчався у Відні, Варшаві, Катовицях, Празі, Парижі, Лейпцигу та Дрездені. З поверненням в 1927–1932, Хаджиєв працював диригентом, певний час — головним диригентом Національної опери.
З 1935 по 1937 був диригентом заснованої ним Мобільної народної опери, з якою гастролював країною. Диригував виконанням багатьох західноєвропейських класичних опер, а також творів болгарських композиторів. Значна частина з них виконувалася під його керівництвом вперше в Болгарії. Під його керівництвом поставили близько 15 оперет у Вільному театрі. Водночас у 1936–1937 Тодор Хаджиєв очолював товариство «Слов'янська бесіда» та чоловічий хор «Кавал».
1937 перейшов на безкоштовну педагогічну практику і став співробітником Радіо Софія. Одночасно він був композитором.
Тодор Хаджиєв — автор популярної оперети «Софіянці перед Бухарестом», дитячої оперети «Позолочене веретено», двох балетів «Життя моряка» та «Долина маку», пісень для соліста та фортепіано, пісень для однорідних та змішаних хорів, маршів для духового оркестру та творів для фортепіано.